# Festival di Cannes 1961
La 14ª edizione del Festival di Cannes si è svolta a Cannes dal 3 al 18 maggio 1961.
La giuria presieduta dallo scrittore francese Jean Giono ha assegnato la Palma d'oro per il miglior film ex aequo a Viridiana di Luis Buñuel e L'inverno ti farà tornare di Henri Colpi.

## Selezione ufficiale

### Concorso
- Piesen o sivém holubovi, regia di Stanislav Barabas (Cecoslovacchia)
- A Primeira Missa, regia di Lima Barreto (Brasile)
- La viaccia, regia di Mauro Bolognini (Italia)
- Viridiana, regia di Luis Buñuel (Messico/Spagna)
- Il relitto, regia di Michael Cacoyannis (Italia/Cipro)
- Line, regia di Nils Reinhardt Christensen (Norvegia)
- Che gioia vivere, regia di René Clément (Italia)
- L'inverno ti farà tornare (Une aussi longue absence), regia di Henri Colpi (Francia)
- Plein sud, regia di Gaston De Gerlache (Belgio)
- La ciociara, regia di Vittorio De Sica (Italia)
- Madalena, regia di Dinos Dimopoulos (Grecia)
- Dúvad, regia di Zoltán Fábri (Ungheria)
- I Like Mike, regia di Peter Frye (Israele)
- Le ciel et la boue, regia di Pierre-Dominique Gaisseau (Francia)
- Giovedì: passeggiata, regia di Vincenzo Gamna (Italia)
- Darclée, regia di Mihai Iacob (Romania)
- Il fratello minore (Ototo), regia di Kon Ichikawa (Giappone)
- Madre Giovanna degli Angeli (Matka Joanna od aniolów), regia di Jerzy Kawalerowicz (Polonia)
- Le canaglie dormono in pace (The Hoodlum Priest), regia di Irvin Kershner (USA)
- Le piace Brahms? (Aimez-vous Brahms?), regia di Anatole Litvak (Francia/USA)
- El centroforward murió al amanecer, regia di René Múgica (Argentina)
- Un grappolo di sole (A Raisin in the Sun), regia di Daniel Petrie (USA)
- Hudozhnikat Zlatyu Boyadzhiev, regia di Ivan Popov (Bulgaria)
- Kazaki, regia di Vasili Pronin (Unione Sovietica)
- Het Mes, regia di Fons Rademakers (Paesi Bassi)
- Angeli alla sbarra (Domaren), regia di Alf Sjöberg (Svezia)
- Storia degli anni di fuoco (Povest plamennykh let), regia di Yuliya Solntseva (Unione Sovietica)
- L'ultimo testimone (Der letzte zeuge), regia di Wolfgang Staudte (Germania)
- La mano en la trampa, regia di Leopoldo Torre Nilsson (Spagna/Argentina)
- Dan cetrnaesti, regia di Zdravko Velimirovic (Jugoslavia)
- La ragazza con la valigia, regia di Valerio Zurlini (Italia)

### Fuori concorso
- Exodus, regia di Otto Preminger (USA)

## Giuria
- Jean Giono, scrittore (Francia) - presidente
- Pedro Armendáriz, attore (Messico)
- Luigi Chiarini, giornalista (Italia)
- Tonino Delli Colli, direttore della fotografia (Italia)
- Claude Mauriac, giornalista (Francia)
- Édouard Molinaro, regista (Francia)
- Jean Paulhan, scrittore (Francia)
- Raoul Ploquin, produttore (Francia)
- Liselotte Pulver, attrice (Germania)
- Fred Zinnemann, regista (USA)

## Palmarès
- Palma d'oro: Viridiana, regia di Luis Buñuel (Messico/Spagna) ex aequo L'inverno ti farà tornare (Une aussi longue absence), regia di Henri Colpi (Francia)
- Prix spécial du Jury: Madre Giovanna degli Angeli (Matka Joanna od aniolów), regia di Jerzy Kawalerowicz (Polonia)
- Prix de la mise en scène:Yuliya Solntseva - Storia degli anni di fuoco (Povest plamennykh let) (Unione Sovietica)
- Prix d'interprétation féminine: Sophia Loren - La ciociara, regia di Vittorio De Sica (Italia)
- Prix d'interprétation masculine: Anthony Perkins - Le piace Brahms? (Aimez-vous Brahms?), regia di Anatole Litvak (Francia/USA)
- Prix Gary Cooper: Un grappolo di sole (A Raisin in the Sun), regia di Daniel Petrie (USA)
- Premio FIPRESCI: La mano en la trampa, regia di Leopoldo Torre Nilsson (Spagna/Argentina)
- Menzione speciale della Commission Supérieure Technique: Il fratello minore (Ototo), regia di Kon Ichikawa (Giappone) e Povest plamennykh let, regia di Yuliya Solntseva (Unione Sovietica)